# Trotula
Trotula, conosciuta anche con i nomi di Trotula de Ruggiero, Trota, Trottula, Trotta, Trocta o Troctula (circa 1050 – inizio del XII secolo), è stata una medica italiana, probabilmente attiva nell'ambiente della scuola medica salernitana nella seconda metà dell'XI secolo.
Sulla biografia di Trotula non si hanno informazioni affidabili, ma a lei è stata attribuita già nel XII secolo l'opera medica in latino Summa qui dicitur Trotula (nota anche con molti altri titoli, tra cui De passionibus mulierum ante in et post partum), fondamentale per l'affermazione dell'ostetricia e della ginecologia come scienze mediche. Su questa base, il nome di Trotula come medica rimase famoso fino all'età moderna.

## Notizie biografiche
Il nome di Trotula fu celebre nel Medioevo in tutta Europa, in particolar modo per gli studi legati alla medicina delle donne. Tuttavia, sul suo conto non esiste nessuna informazione certa.
Di sicuro, il nome "Trota", di cui "Trotula" è un diminutivo, era comune a Salerno durante il XII secolo: si può stimare che in quel periodo vivessero in città circa 90 donne con quel nome. Negli archivi sono stati trovati anche due casi di donne che avevano come nome proprio "Trotula", anche se uno dei due è riferito ad una bambina.
Un'altra certezza è la presenza di donne che a Salerno praticavano la professione di guaritrici: esistono circa 60 testimonianze storiche che confermano l'esistenza delle mulieres salernitanae, studiose che insegnavano o erano attive intorno alla Scuola medica di Salerno. Le testimonianze provengono anche da scrittori come Orderico Vitale e Maria di Francia che raccontano di come i viaggiatori elogiassero le capacità guaritrici di una donna salernitana, senza mai esplicitarne il nome.
Nei necrologi della cattedrale di Salerno viene ricordata una medica morta nel 1155, anche se non vi è alcun riferimento a Trotula o alle mulieres salernitanae.
Un'ipotesi ha legato la figura di Trotula a quella di Copho, uno scrittore del XII secolo, secondo una notizia risalente al 1112, che afferma che i due fossero sposati; in realtà anche in questo caso non ci sono abbastanza elementi per confermare o smentire l'informazione.

### Ricostruzioni tradizionali
Una vita ipotetica di Trotula è stata ricostruita in passato in modo fantasioso da diversi autori ed è spesso riproposta anche in opere recenti. Gli studi storici moderni hanno mostrato che queste ricostruzioni, interessanti per l'immagine del personaggio nella storia, sono del tutto prive di basi e non hanno nessuna affidabilità scientifica.
In particolare, secondo una tradizione antica, Trotula sarebbe stata una componente della nobile famiglia normanna De Ruggiero, famosa al suo tempo per aver donato a Roberto il Guiscardo parte dei propri averi per la costruzione del Duomo di Salerno. Sarebbe inoltre nata a Salerno e, grazie alla posizione della sua famiglia, avrebbe avuto l'opportunità di intraprendere studi superiori e di medicina. Secondo questa ricostruzione, avrebbe operato al tempo dell'ultimo principe longobardo di Salerno, Gisulfo II, prima dell'arrivo in città del medico Constantino l'Africano.
Secondo un'ipotesi avanzata nell'Ottocento da Salvatore De Renzi, anch'essa del tutto priva di riscontri, Trotula avrebbe inoltre sposato un altro medico, Giovanni Plateario; da lui avrebbe avuto due figli, Giovanni Plateario il Giovane e Matteo, a loro volta medici, che, insieme al padre, sono ricordati come Magistri Platearii. Un'altra teoria sarebbe quella secondo cui ella avrebbe sposato un Matteo senior, in seguito definito Arcimatteo, l'autore del De adventu medici ad aegrotum e delle Regule urine.

## Opere collegate a Trotula

### Summa qui dicitur Trotula
La Summa qui dicitur Trotula, nota con molti altri titoli, tra cui semplicemente Trotula oppure De passionibus mulierum ante in et post partum ('Sulle malattie delle donne prima, durante e dopo il parto'), è un'opera medica in latino della fine del XII secolo. L'opera è stata attribuita fin dal Medioevo a "Trotula", "Trota" o "Trocta", ma in realtà è la somma di tre testi medici indipendenti scritti nel XII secolo da autori diversi. Nel comporre la Summa qui dicitur Trotula i testi furono rielaborati aggiungendo altro materiale e rielaborando alcune sezioni.
Il titolo Summa qui dicitur Trotula significa semplicemente "compendio chiamato 'Trotula'". Il nome "Trotula", che in latino è il diminutivo di trota e significa quindi "piccola trota", fu inserito nel titolo perché "Trota" era indicata come l'autrice dell'unico testo non anonimo tra quelli raccolti nell'opera, il De curis mulierum. In questo modo si voleva probabilmente suggerire al lettore che la Summa era una versione ridotta del testo di Trota, distinguendolo al tempo stesso da un'altra compilazione, la Medicina pratica, scritta da un'altra guaritrice di nome Trota. Negli anni successivi la maggior parte dei copisti e degli editori interpretò però "Trotula" non come il nome dell'opera ma come il nome dell'autrice.
La Summa qui dicitur Trotula divenne la raccolta di informazioni sulla medicina della donna più diffusa nell'Europa medievale. Del testo sono sopravvissute in totale 122 copie manoscritte, mentre un'altra cinquantina di manoscritti è composta da traduzioni in diverse lingue. Sono note in particolare sette versioni in francese, cinque in inglese, tre in olandese, due in italiano e una in ebraico e in irlandese, in aggiunta a una resa in prosa latina e una in versi.
L'opera fu pubblicata a stampa per la prima volta nel 1544, a Strasburgo,  a opera di Georg Kraut. Kraut non mise in dubbio il fatto che la Summa qui dicitur Trotula fosse un unico testo. Tuttavia, notando le numerose imprecisioni e contraddizioni, decise di riordinare il testo eliminando gli elementi superflui e contraddittori. Questo intervento rese il suo testo molto diverso dall'assemblaggio medievale e rese anche difficile ai lettori successivi comprendere che in realtà la Summa era la raccolta di testi diversi.

#### Testi inclusi nellaSumma
I tre testi inclusi nella Summa sono, nella ricostruzione di Monica Green:
- Liber de sinthomatibus mulierum ('Libro delle malattie delle donne'), basato sul Tractatus de egritudinibus mulierum ('Trattato sulle malattie delle donne'), con informazioni su ginecologia e ostetricia
- De curis mulierum ('Sui trattamenti per le donne'), sulle malattie delle donne e sulla cosmesi
- De ornatu mulierum ('Sulla cosmetica delle donne'), sulla cosmesi

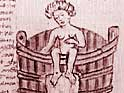
Illustrazione da un manoscritto medievale del De passionibus mulierum ante in et post partum

I tre testi circolarono anche in forma indipendente fino alla fine del Medioevo.

A livello di impostazione, i tre testi sono piuttosto diversi fra loro. Il De ornatu mulierum e il Liber de sinthomatibus mulierum fanno infatti riferimento alla scienza medica araba, mentre il De curis mulierum fa riferimento alla pratica medica salernitana, e questo rende impossibile attribuirli a un unico autore. Nella ricostruzione di Monica H. Green nessuno dei tre testi è stato scritto da Trotula e tutti sono stati scritti con molta probabilità da mano maschile. Tuttavia, è possibile che il De curis mulierum rielaborasse materiale scritto originariamente da una donna

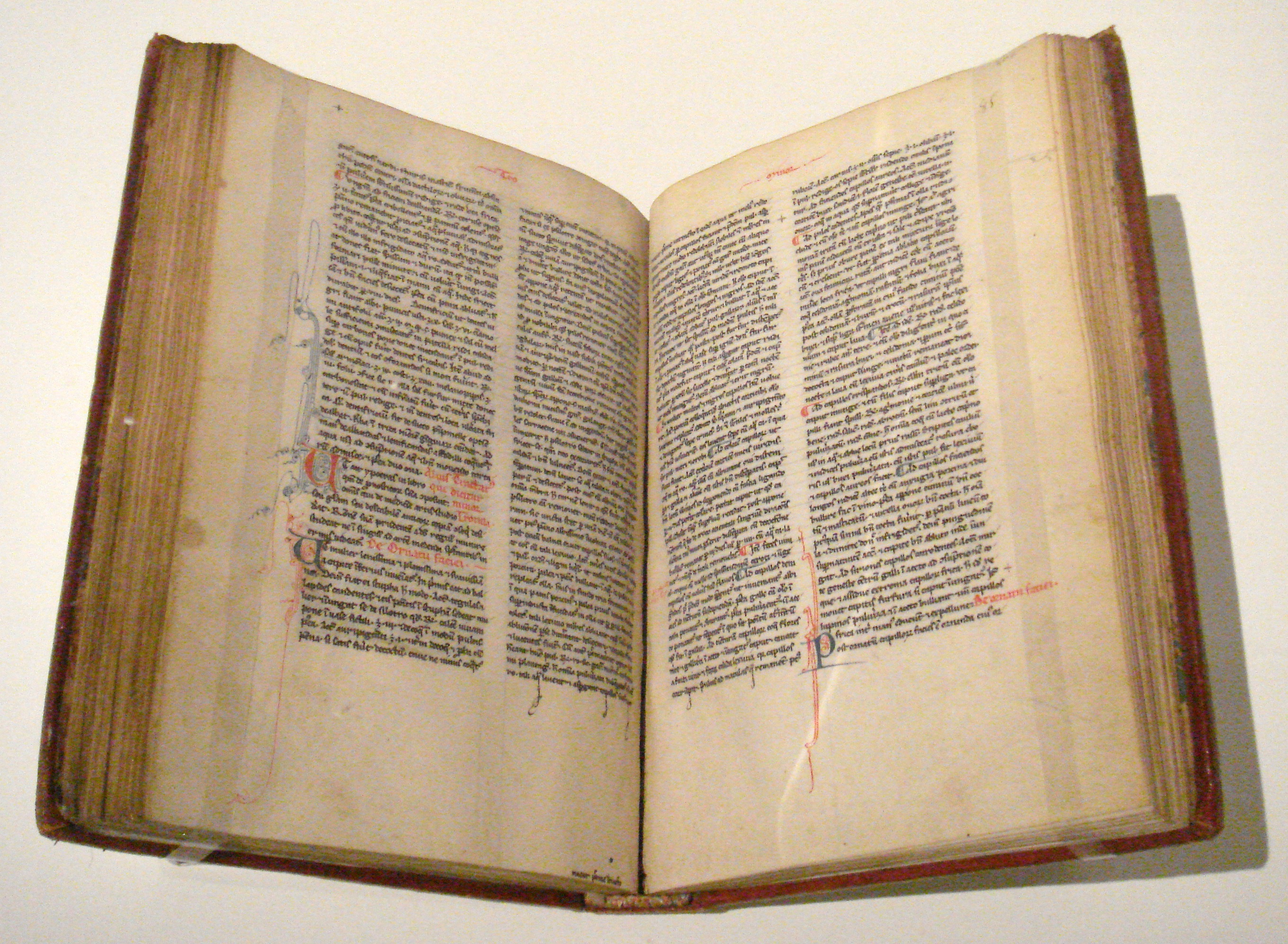
Il De ornatu mulierum, manoscritto del XV secolo. Musée national du Moyen Âge

#### Discussioni sull'attribuzione
L'attribuzione dell'opera è stata molto dibattuta. Già nel 1566, ripubblicando l'edizione di Kraut, Hans Kaspar Wolf ipotizzò che l'opera in realtà risalisse all'età classica e che l'autore non fosse Trotula ma Eros, un liberto di Giulia figlia di Augusto.
Nel 1921 i catalogatori della National library di Londra furono i primi a notare le discrepanze nel testo e ipotizzarono che la versione tradizionale fosse l'unione di due testi diversi. Solo nel 1985 John F. Benton capì che i testi in origine erano tre.

#### De curis mulierum
Il De curis mulierum è l'unico dei tre testi della Summa qui dicitur Trotula a fare il nome di Trota.
In questo testo un narratore esterno descrive come una guaritrice di nome Trota, che praticava la medicina nella città di Salerno, grazie alle proprie conoscenze mediche era riuscita ad aiutare una donna che soffriva di dolori addominali. Nel testo si spiega che la paziente era stata visitata da altri guaritori che le avevano diagnosticato la rottura dell'intestino: Trota fu l'unica a capire che il problema non era di origine intestinale ma uterina. Il De curis mulierum testimonia come Trota avesse una conoscenza maggiore nelle malattie delle donne rispetto agli altri guaritori (in epoca medievale le guaritrici donne avevano una maggiore conoscenza delle malattie ginecologiche rispetto ai loro colleghi uomini, in quanto le donne si vergognavano a far visitare i propri genitali ai medici uomini).
Nell'opera, Trota viene definita magistra ("insegnante"), a confermare il prestigio che l'accompagnava. Secondo Monica H. Green questo testo è una rielaborazione o trascrizione delle cure di Trota, con molta probabilità dettate da Trota stessa a un uomo abbastanza dotto da conoscere il latino e possedere una cultura letteraria.

### Altri scritti
Oltre alla Summa qui dicitur Trotula, altri due testi medici provenienti dalla Salerno del XII secolo hanno un collegamento a una "Trota": il De egritudinum curatione e la Practica secundum Trotam.

#### De egritudinum curatione
Il De egritudinum curatione ("Sul trattamento delle malattie") è un trattato che racchiude gli estratti delle pratiche mediche di sette medici salernitani del XII secolo: fra questi medici viene citata anche Trota. Nel trattato viene particolarmente elogiata la sua conoscenza dei disturbi gastrointestinali e dell'oftalmolgia.

#### Practica secundum Trotam
La Practica secundum Trotam ("Pratica secondo Trota") è un trattato che descrive le cure per malattie di vario genere (dolore ai denti, problemi di milza, pidocchi, scottature e così via). La Practica secundum Trotam, di cui oggi rimangono solo due manoscritti, è probabilmente una versione ridotta di un testo medico più ampio. Questo è l'unico testo la cui paternità viene assegnata alla stessa Trota.
Nel De curis mulierum e nella Pratica secundum Trotam si trovano 15 ricette uguali e diverse similitudini nel pensiero medico teorico e nei rimedi pratici utilizzati. Questo porta a pensare che la fonte di entrambi i libri sia la medesima.

### Traduzioni in italiano
- Il De passionibus mulierum in traduzione italiana, fortemente interpolata, è incorporato nell'edizione aldina di Medici Antiqui Omnes, Venezia, 1547
- Sulle malattie delle donne, a cura di Pina Boggi Cavallo, traduzione di Matilde Nubiè e Adriana Tocco, Torino, 1979
- Monica H. Green (a cura di), Trotula. Un compendio medievale di medicina delle donne, traduzione di Valentina Brancone, Firenze, SISMEL - Edizioni del Galluzzo, 2009, ISBN 9788884503367.
- De ornatu mulierum - L'armonia delle donne, a cura di Piero Manni, con interventi di Eva Cantarella e Andrea Vitali, San Cesario di Lecce, Manni 2014. ISBN 9788862665810

## Eredità socio-culturale
Trotula è menzionata dal poeta satirico Rutebeuf nel XII secolo nel suo Dit de l'Herberie, il cui protagonista è un erborista ciarlatano al servizio di una dama salernitana di nome Trotte. Viene menzionata anche come personaggio leggendario nei Racconti di Canterbury di Chaucer come dame Trot.
Nella Historia Ecclesiastica di Orderico Vitale si fa accenno a una coltissima matrona, poi identificata in Trotula de Ruggiero, che nel 1059 a Salerno dialogò di medicina con Rodolfo Malacorona; Trotula viene descritta come l'unica donna che possedesse una cultura tale da poter discutere con il famoso medico normanno.
Un segno dell'importanza della figura di questa mulier salernitana nei secoli è la coniazione di una medaglia in bronzo a lei dedicata, unico personaggio femminile, in una serie di diciassette medaglie raffiguranti gli uomini illustri del territorio del Regno delle Due Sicilie dall'antichità classica alla contemporaneità, realizzata tra il 1830 e il 1834 su concessione reale nell'officina di Lorenzo Taglioni e con l'impiego dei maestri incisori della Regia Zecca Vincenzo Catenacci e Achille e Luigi Arnaud.
Per alcuni commentatori (tra i quali la psicanalista Pina Boggi Cavallo) la progressiva trasfigurazione in leggenda della figura di Trotula segna la scomparsa dell'importanza delle donne nella storia della medicina, da allora in poi relegate a ruoli marginali, portatrici di una cultura popolare della cura.
Trotula Corona è il nome attribuito in suo onore a una formazione esogeologica del pianeta Venere: la corona, precedentemente indicata come Trotula Patera, ha un diametro di 146 km ed è ubicata a 41,3° di latitudine e 18,9° di longitudine.
A lei è dedicata una via a Salerno e una a Roma.